# Bruno de Paula Ribeiro Ingrácia
Bruno de Paula Ribeiro Ingrácia, noto semplicemente come Bruno Ribeiro (Tupã, 1º aprile 1983), è un ex calciatore brasiliano, di ruolo difensore.